# Gustavo Borges
Gustavo França Borges, (Ribeirão Preto, 2 de diciembre de 1972) es un nadador brasileño ya retirado. Considerado como el mejor nadador de la historia de Brasil hasta el ascenso de César Cielo. Participó en cuatro Juegos Olímpicos, ganando cuatro medallas. Borges rompió cuatro récords mundiales en curso corto.

## Biografía
En Campeonato Mundial de Natación de 1991, en Perth, Borges terminó en el lugar 12 en el 100 m libre, rompiendo el récord sudamericano con la marca 50s77, y también en el 50 m libre (23s15). También terminó 28° en los 200 m libres.
Borges gana sus primeras medallas internacionales importantes en Juegos Panamericanos de 1991, en La Habana. Ganó los 100 m libre batiendo el récord de la competición, y ganó la medalla de plata en los 200 m libre y bronce en 50 m libre, en absoluto con récord sudamericano. También fue oro en el relevo 4 × 100 m libre y plata en el 4 × 200 m libre.
En 1992, participa en sus primeros Juegos Olímpicos, en Juegos Olímpicos de Barcelona 1992. Borges obtiene la medalla de plata en los 100 m libre, con la marca de 49s43, récord sudamericano, perdiendo el oro al legendario nadador Alexander Popov. Fue también en otras pruebas: clasificado sexto en el relevo 4 × 100 m libre, 7 en el 4 × 200 m libre, 13 en el 50 m libre, y 22 en el 200 m libre.
El brasileño se rompió en 1993, tres récords mundiales en curso corto. El primero fue el 2 de julio, en el Trofeo José Finkel en Santos, Brasil. Borges hizo 47s94 en el estilo libre de 100 metros, un récord que duró hasta el 1 de enero de 1994, cuando fue derrotado por Alexander Popov. El 7 de julio, el equipo de Brasil, compuesta por Fernando Scherer, Teófilo Ferreira, José Carlos Souza y Gustavo Borges batió el récord mundial para el relevo de 4 x 100 metros libre, en tiempo de 3m13s97, que pertenecía a Suecia desde 19 de marzo de 1989: 3m14s00. El 5 de diciembre, Brasil volvió a romper el récord mundial de la prueba, con el mismo equipo, y la marca 3min12s11. Se llegó a este registro en el Campeonato Mundial de Natación en Piscina Corta de 1993, donde Borges ganó, además de oro en el 4 x 100 libre, plata en los 100 metros estilo libre y bronce en el 4 x 200 libre.
En Campeonato Mundial de Natación de 1994, que se celebró en septiembre en Roma, Italia, el brasileño consiguió el bronce en la competencia de 100 m libre y el relevo 4 × 100 m libre. Borges también obtuvo el cuarto lugar en la final de la 50 m libre, y en el puesto 11 en los 200 m libre.
En Juegos Panamericanos de 1995, celebrada en marzo en Argentina, Borges es campeón del estilo libre de 100 metros, y también gana el oro en el estilo libre de 200 metros, rompiendo en las dos pruebas récord de la competición. Ganó dos medallas de plata en relevos 4 x 100 y 4 × 200 m libre.
En agosto, Borges fue a la Universiadas de 1995 en Fukuoka, donde ganó dos medallas de plata en los 100 m libre y en el 4 × 100 m libre.
En Campeonato Mundial de Natación en Piscina Corta de 1995 hecho en Río de Janeiro, Borges se convierte en bicampeón 4 × 100 m relé libre, y gana el oro del estilo libre 200 metros, plata en los 100 metros libre y bronce en el estilo libre de 4 x 200 metros.
En 1996, en Juegos Olímpicos de Atlanta 1996, Borges se convierte en el primer brasileño en conseguir tres medallas en los Juegos Olímpicos, una hazaña lograda por Torben Grael en mismos juegos. Gana la medalla de plata en los 200 m libre, con la marca 1m48s08, y bronce en los 100 m libre haciendo 49s02, los dos nuevos récord sudamericano. El récord de 100 m libre solo sería golpeado por Fernando Scherer en agosto de 1998, y los 200 m libre solo serían golpeados por Rodrigo Castro en 2008. También fue cuarto en el relevo 4 × 100 m libre y 12 en el 50 m libre.
En Campeonato Mundial de Natación en Piscina Corta de 1997, es oro en el estilo libre de 200 metros y plata en el estilo libre de 100 metros.
Borges estaba en Campeonato Mundial de Natación de 1998 de Perth, donde participó en los tres finales: quinto clasificado en los 100 metros estilo libre, octavo en los 200 metros libre y sexto en el 4 × 100 m libre.
Al final de 1998 fue por tercera vez consecutiva rompiendo el récord mundial en los 4 x 100 metros libre, en curso corto por el relé brasileño. El 20 de diciembre, poco después del final de la Trofeo José Finkel, el cuarteto formado por Fernando Scherer, Carlos Jayme, Alexandre Massura y Gustavo Borges, con el fin, cayó la piscina del Club de Regatas Vasco da Gama y logró la marca 3m10s45, tiempo que solo se mejoró en 2000 por el equipo de Suecia. En este torneo Trofeo José Finkel, Borges también alcanzó por última vez en su carrera, el récord sudamericano de corto curso 100 metros estilo libre con 47s14, y el estilo libre de 200 metros con 1m44s40.
En 1999, Gustavo Borges llevó a Brasil al mejor resultado en la natación brasileña en los Juegos Panamericanos. En Juegos Panamericanos de 1999, el relevo 4 × 100 m estilos (formado por Alexandre Massura, Marcelo Tomazini, Fernando Scherer y Borges) ganó, por primera vez en la historia de Pan, la medalla de oro con un tiempo de 3m40s27, rompiendo los registros panamericanos y sudamericanos, y asegurarse un lugar en el relevo de Brasil para los Juegos Olímpicos de Sídney 2000. Borges también ganó el oro en los 200 m libre y 4 × 100 m libre (en este último, con récord sudamericano), plata en el 4 x 200 m libres (también con récord sudamericano) y el bronce en los 100 m libre.
En los Juegos Olímpicos de Sídney 2000, llegó el último podio olímpico a Borges, cuando, junto con Edvaldo Valerio, Carlos Jayme y Fernando Scherer, ganó la medalla de bronce para Brasil en 4 × 100 m libre, con la marca 3min17s40. El Australia rompió el récord mundial y ganó el oro con un tiempo de 3min13s67. También participó en 100 m libre, donde terminó en la 16.ª posición.
El nadador brasileño gana, en Campeonato Mundial de Natación en Piscina Corta de 2002, su última medalla en los Campeonatos del Mundo, plata en los 200 metros estilo libre. Terminó 4º en el 4 × 200 m libre, apenas 0,4s para ganar el bronze. Também consiguió el quinto lugar en el 4 × 100 m libre, el séptimo lugar en el 100 m libre y séptimo en el relevo 4 × 100 m estilos. En este torneo, Borges también alcanzó por última vez en su carrera, el récord sudamericano de piscina corta del estilo libre de 4 x 200 metros con 7m09s14, y el relevo 4 x 100 metros con 3m35s59.
En julio de 2003, en Campeonato Mundial de Natación de 2003 de Barcelona, Borges participó en la competencia de 4 x 100 metros libre, terminando en el lugar 12; en el 4 × 200 m libre, ocupando el noveno lugar; y relevo 4 x 100 metros, ocupando el puesto 17.
En agosto de 2003, Borges entra en su cuarto y último Pan, en República Dominicana, 30 años, se ha consolidado como el mayor medallista brasileño en la historia de los Pans, con 19 podios, donde recibió 8 medallas de oro, 8 de plata y 3 de bronce. En Juegos Panamericanos de 2003 ayudó a la natación brasileña para obtener 21 medallas (modo de grabación). Sus medallas fueron de oro en el 4 × 100 m libre, plata en el 4 × 200 m libre y bronce en los 100 m libre.
Borges dijo adiós a nadar a los 31 años, en los Juegos Olímpicos de Atenas 2004. Solo tomó parte en una carrera, el 4 × 100 m libre, donde Brasil terminó en el lugar 12 y no ganó una posición para la final.

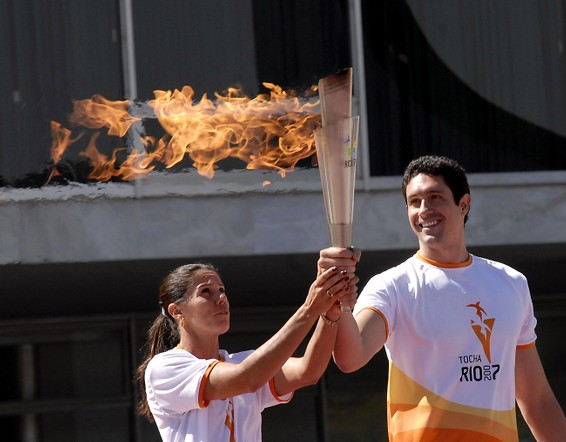
Gustavo Borges llevar la antorcha de los Juegos Panamericanos de 2007 en Río

## Salón de la Fama
En 2012, Borges entró en el International Swimming Hall of Fame, convirtiéndose en el segundo brasileño en ser honrado por la institución - la primera fue Maria Lenk en 1988.